# Ley Antiterrorista (Argentina)
La Ley Antiterrorista Argentina es una ley de reforma del Código Penal sancionada por el Congreso Argentino el 13 de junio de 2007 en el marco de las recomendaciones del Grupo de Acción Financiera Internacional para evitar el lavado de dinero como fuente de financiamiento del terrorismo internacional. Fue modificada el 22 de diciembre de 2011. El texto inicial de la ley estableció penas de prisión a quienes formaran parte de una asociación ilícita con fines terroristas, fines cuya tipificación ha sido controversial. La reforma posterior derogó la figura de «asociación ilícita con fines terroristas» pero agregó al Código Penal el artículo 41 quinquies, que eleva al doble la pena para los casos en que «alguno de los delitos previstos en este Código hubiere sido cometido con la finalidad de aterrorizar a la población u obligar a las autoridades públicas nacionales o gobiernos extranjeros o agentes de una organización internacional a realizar un acto o abstenerse de hacerlo».El 19nde marzo de 2017 la ley sería amplia da con nuevos agravantes.

## Enmarque de la Unidad de Información Financiera (UIF)
El artículo 4.° de la ley antiterrorista sustituye al artículo 6.°, en este se enmarca el campo de actuación de la Unidad de Información Financiera que «será la encargada del análisis, el tratamiento y la transmisión de la información a los efectos de prevenir e impedir: 1- El delito de lavado de activos».
Ello se refiere a que investigará los siguientes delitos:
- Tráfico y comercialización ilícita de estupefacientes, ley 23 737;
- Contrabando de armas, ley 22 415;
- Actividades de asociación ilícita calificada o asociación ilícita terrorista, artículos 210 y 213 respectivamente del Código Penal, ley 11 179;
- de asociaciones ilícitas delictivas con fines políticos o raciales, artículo 210 del Código Penal;
- Fraude contra la administración pública, artículo 174 inciso 5.° del Código Penal;
- Delitos contra la administración pública, capítulos del VI al IX bis del título XI del libro II del Código Penal;
- Delitos de prostitución de menores y pornografía infantil, artículos 125, 125 bis, 127 bis y 128 del Código Penal;

y finalmente, «Financiación del terrorismo», artículo 213 quater Código Penal.

«Art. 19- Cuando la Unidad de Investigación Financiera haya agotado el análisis de la operación reportada y sugieren elementos de convicción suficientes para confirmar su carácter de sospecha de lavado de activos o de financiación del terrorismo en los términos de la presente ley, ello será comunicado al Ministerio Público a fines de establecer si corresponde ejercer la acción penal.»

## Críticas
La mayor crítica a la Ley Antiterrorista fue la inclusión de «actos extorsivos a las autoridades». y los agravantes que impone la ley según se interprete positivamente el terrorismo; y el congelamiento de activos con el único fin de comunicárselo a la Justicia.

Art. 213 ter: «Se impondrá prisión o reclusión de CINCO a VEINTE años al que tomare parte de una asociación ilícita cuyo propósito sea, mediante la comisión de delitos, aterrorizar a la población u obligar a un gobierno o a una organización internacional a realizar un acto o abstenerse de hacerlo (...)»

El Premio Nobel de la Paz, Adolfo Pérez Esquivel, opinó que se trata de una ley que viola los derechos humanos de la persona y los pueblos y la comparó con las leyes de impunidad sancionadas durante el gobierno de Raúl Alfonsín.

## Artículo 41quinquies
Debido a las críticas que recibió el proyecto original el Ejecutivo introdujo un párrafo al artículo 41 quinquies de la Ley 26 734 en el que se establece «Las agravantes previstas en este artículo no se aplicarán cuando el o los hechos de que se traten tuvieren lugar en ocasión del ejercicio de derechos humanos y/o sociales o de cualquier otro derecho constitucional.» También dicha Ley modificó el artículo 33 del Código Procesal Penal estableciendo que solo entenderán los Jueces con competencia federal, evitando así la intervención de los jueces provinciales.